# Velká Chmelištná
Velká Chmelištná – miejscowość i gmina (obec) w Czechach, w kraju środkowoczeskim, w powiecie Rakovník. W 2022 roku liczyła 58 mieszkańców.